# Ley de divorcio vincular
La Ley de divorcio vincular, o Ley 23.515, es una legislación argentina que modificó el Código Civil argentino permitiendo la disolución de la unión matrimonial. Fue promulgada el 12 de junio de 1987 por el presidente Raúl Alfonsín.

## Historia

### Antecedentes
El Código Civil, en vigor desde 1871, permitía el divorcio por incumplimiento de las obligaciones conyugales pero no estipulaba la disolución del vínculo conyugal. En 1888 se sancionó la ley de Matrimonio Civil (2.393), que modificaba la institución exclusiva para regular los matrimonios (Iglesia Católica), pero mantenía los derechos y las obligaciones del matrimonio presentes en el Derecho Canónico y en el Código Civil, como así también su carácter indisoluble.  El primer proyecto de ley de divorcio vincular fue presentado en 1888 por el diputado Juan Balestra, pero su tratamiento fue bloqueado sucesivamente por los sectores católicos y conservadores.
En 1901 el diputado Carlos Olivera presentó un proyecto que fue debatido y rechazado, finalmente, en 1902. Este debate fue importante, duró más de dos semanas hasta llegar a su rechazo por tan solo dos votos. Entre sus defensores estuvieron los diputados Barroetaveña, Pinedo, Pérez, Balestra, Argerich, Martínez y Oroño. El argumento principal era que el matrimonio es un contrato civil según la ley y, como tal, debía ser factible disolverlo. Las diferencias giraron en torno a las causas válidas para la disolución y la paridad entre hombres y mujeres para solicitarla. En contra se manifestaron los diputados Galliano, Padilla, Monseñor Romero, Avellaneda y Ugarriza. En este sector se observó mayor homogeneidad, así como la subordinación a los argumentos de la Iglesia Católica.
Durante 1901 y 1902 se sucedieron manifestaciones a favor y en contra del divorcio en las calles y fue fundamental la discusión en torno al lugar de las mujeres en el matrimonio: para quienes rechazaban el divorcio, el matrimonio las fortalecía y protegía, mientras que para quienes defendían el divorcio las debilitaba y subordinaba, restándole derechos civiles).
Por fuera del Congreso, diversos actores sociales se involucraron activamente en los debates, destacándose el Partido Socialista y el Centro Socialista Femenino, el rol jugado por los periódicos y las producciones universitarias en torno al divorcio.
En esos años, se destacó la participación de personalidades como Fenia Chertkoff, quien se proclamó en el Quinto Congreso del Partido Socialista, donde participó en nombre del Centro Socialista Femenino, elaborando un informe sobre tal Congreso en el cual reivindica el rol del socialismo en la lucha por el lugar de la mujer en todos los ámbitos sociales.

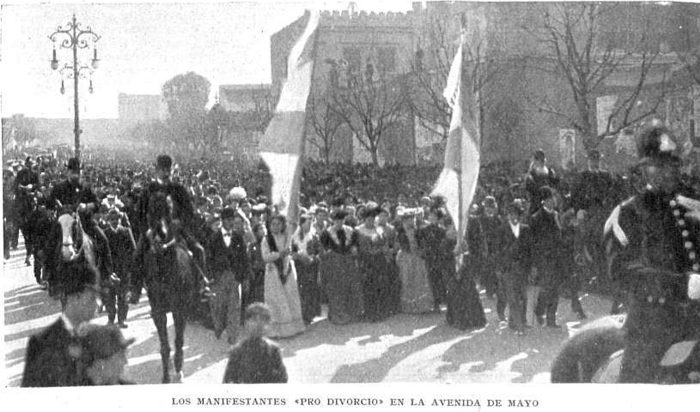
Manifestación pro divorcio a principios del en Argentina

A su vez, en 1907, cuando en Uruguay se legalizó el divorcio, Carolina Muzzilli exigió que se promulgara una ley de divorcio también en Argentina. Llegó incluso a elaborar un proyecto de ley de divorcio en el Centro Socialista Femenino, junto con Fenia Chertkoff.
Y al respecto Muzzilli opinaba que el divorcio brindaba la oportunidad de constituir nuevas familias y hogares, más felices y amorosos, tanto a mujeres como a varones:

“Los espíritus timoratos temen la destrucción de la familia. Sin embargo, el divorcio constituiría el modo de preservarla dándoles a dos seres infelices la oportunidad de constituir nuevamente verdaderos hogares. (..) ¿Por qué negarle a la mujer si es joven que satisfaga su suprema aspiración formando un nuevo hogar? ¿Por qué negarle el derecho de gozar de las dulzuras de la intimidad de su casa siendo de nuevo esposa y madre? ¿Por qué negarle al hombre que constituya un nuevo hogar en donde imponga la paz, el amor, sustrayéndolo así de frecuentar lugares licenciosos?”.
Carolina Muzzilli

Durante la primera mitad del siglo XX se sucedieron diversos intentos para presentar proyectos: 1903 (Olivera); 1907, 1913 y 1914 (Alfredo Palacios); 1911 y 1913 (Carlos Conforti); 1925, 1929 y 1934 (Mario Bravo y Alfredo Palacios); 1932 (Silvio Ruggeri). Ninguno de estos proyectos llegó a ser debatido.
En 1954, se aprobó la ley 14.394 del Régimen Legal de Familia y Minoridad, que permitía el divorcio vincular sólo en casos de ausencia de uno de los cónyuges, así como en casos donde se hubiera producido la separación física de los mismos, tal como figuraba en los causales de disolución expresadas en la ley de Matrimonio Civil de 1888. La ley fue derogada por el régimen militar menos de un año después, tras el derrocamiento de Perón mediante un decreto emitido durante la dictadura de Pedro Aramburu.
En 1968, se sancionó la ley 17.711, que introdujo una modificación a la ley de Matrimonio Civil: la separación consensual por presentación conjunta, aunque no permitía un nuevo matrimonio.
Entre 1983 y 1984 se presentaron tres proyectos de ley que no llegaron a tratarse. En 1985, el juez de instrucción Juan Bautista Sejean denunció la inconstitucionalidad del artículo 64 de la Ley 2393 de Matrimonio Civil que establecía la indisolubilidad del vínculo conyugal. Tanto él como su pareja, la abogada Alicia Natalia Kuliba, habían tenido matrimonios anteriores y no podían casarse, con lo cual su hija Natalia era extramatrimonial.[cita requerida]El planteo escandalizó al ambiente tribunalicio de la época, máxime cuando un juez de apellido Vilar le dio la razón y habilitó el tratamiento del tema, que llegó hasta la Corte Suprema integrada por Enrique Petracchi, Carlos S. Fayt, Augusto César Belluscio, José Severo Caballero y  Jorge Antonio Bacqué. 
El fallo de la Corte del 27 de noviembre de 1986, le dio el "triunfo" con 3 a 2 con el apoyo de Carlos Fayt, Enrique Petracchi y Jorge Bacqué.  Finalmente, en 1986 el Poder Ejecutivo intervino incluyendo en los temas de las sesiones extraordinarias del Congreso el debate sobre el divorcio. Esto se produjo por el reciente fallo de la Corte Suprema en el caso Sejean. Con el aval de la Corte en marzo de 1987, la pareja de Juan Bautista Sejean y Alicia Kuliba se casó legalmente y su historia fue tapa de diarios y revistas de todo el mundo.

### Aprobación de la ley
La sanción definitiva del divorcio vincular sucedería durante el gobierno de Raúl Alfonsín. El 19 de agosto de 1986 se aprobó el proyecto de ley en la Cámara de Diputados y fue girado al Senado que lo aprobó el 3 de junio de 1987. Fue promulgada el 12 de junio en el Boletín Oficial.
En los debates parlamentarios se destacó la participación de la diputada por la Unión Cívica Radical, María Florentina Gómez Miranda, quien había presentado proyectos de ley sobre el divorcio.  
La Iglesia católica, que mantuvo siempre una tirante relación con el presidente Alfonsín, se mostró dividida frente a la ley de divorcio. El sector más conservador, encabezado por el entonces obispo de Mercedes (Buenos Aires), Emilio Ogñénovich, organizó una procesión a Plaza de Mayo encabezada por la Virgen de Luján. Ante la escasa cantidad de asistentes, Ogñenovich acusó a los obispos ausentes de haber traicionado el compromiso. La Conferencia Episcopal Argentina discutió entonces la posibilidad de excomulgar a los legisladores que votaran la ley, pero la idea no prevaleció. Sin embargo, el obispo de Lomas de Zamora, monseñor Desiderio Collino, excomulgó a los diputados de su diócesis. Una vez aprobada la ley, la Iglesia presionó al presidente Alfonsín para que la vetara, pero ello no sucedió. 
Por otra parte, los sectores más abiertos de la Iglesia, mantuvieron una posición crítica sin ser intolerante, como el caso del obispo Justo Oscar Laguna que manifestó: "El divorcio es un mal, pero es un mal para los católicos, y no podemos imponer en una sociedad plural una ley que toca a los católicos. Son los católicos los que tienen que cumplirla y no el resto".
Por su parte, el feminismo apoyó la ley basándose en una mirada legal sobre las mujeres como personas con derecho a contraer responsabilidades de manera autónoma y a elegir libremente y en igualdad de condiciones.

### Modificación de 2015
En 2015, con la entrada en vigor del nuevo Código Civil y Comercial, se elimina la figura de culpabilidad y los tiempos mínimos y se introduce el divorcio a pedido de una sola de las partes con la solicitud de una propuesta sobre las consecuencias del divorcio en cuanto a bienes, cuidado de los hijos/as, alimentos, etc.